# Município de Sandusky (condado de Richland, Ohio)
O município de Sandusky (em inglês: Sandusky Township) é um município localizado no condado de Richland no estado estadounidense de Ohio. No ano de 2010 tinha uma população de 993 habitantes e uma densidade populacional de 26,85 pessoas por km².

## Geografia
O município de Sandusky encontra-se localizado nas coordenadas 40° 45′ 54″ N, 82° 42′ 36″ O. Segundo a Departamento do Censo dos Estados Unidos, o município tem uma superfície total de 36.98 km², da qual 36,91 km² correspondem a terra firme e (0,18 %) 0,06 km² é água.

## Demografia
Segundo o censo de 2010, tinha 993 pessoas residindo no município de Sandusky. A densidade populacional era de 26,85 hab./km². Dos 993 habitantes, o município de Sandusky estava composto pelo 95,37 % brancos, o 2,22 % eram afroamericanos, o 0,2 % eram amerindios, o 0,4 % eram asiáticos e o 1,81 % eram de uma mistura de raças. Do total da população o 0,4 % eram hispanos ou latinos de qualquer raça.